# جون غاردنر
جون غاردنر (بالإنجليزية: John W. Gardner) (و. 1912 – 2002 م) هو سياسي من الولايات المتحدة الأمريكية ولد في لوس أنجلوس.

## جوائز
حصل على جوائز منها وسام الحرية الرئاسي.

## روابط خارجية
- جون غاردنر على موقع مونزينجر (الألمانية)
- جون غاردنر على موقع إن إن دي بي (الإنجليزية)